# Курманджі (мова)

Поширення курдських говорів
Курманджі
Сорані
Зазакі
Ґурані
Змішані

Курманджі, або північнокурдська мова (самоназва Kurdmancî) — найбільша за кількістю носіїв з курдських мов, поширена в Туреччині, Сирії, Іраку, Ірані. Взаєморозуміння з носіями інших мов курдської підгрупи — сорані, зазакі, горані (гурані), лакі, тощо — втрачено через значні відмінності в морфології за подібного кореневого складу та фонетики.
Писемність — на основі латинського алфавіту з додатковими знаками. У колишньому СРСР з 1946 до останнього часу (у Вірменії до 2009) вживалася писемність на основі кирилиці.
Хоча термін курманджі історично є самоназвою всього курдського народу, проте останнім часом далеко не всі групи курдів, які іменують себе «курманджі», використовують цю мову. Наприклад:
- носії мови сорані також називають себе «курманджі хвару» (курд. Kurdmancî Xwarû); назва сорані використовується для уникнення плутанини.
- самоназва мови зазакі звучить як «кірманчкі» (курд. Kirmançkî); назва зазакі використовується лінгвістами та географами щоб уникнути плутанини.

## Алфавіт
| Kurmancî | МФА |
| -------- | --- |
| A a      | ɑ   |
| A' a'    | ʔ   |
| B b      | b   |
| C c      | dʒ  |
| Ç ç      | tʃʰ |
| Ç' ç'    | tʃˈ |
| D d      | d   |
| E e      | ə   |
| E' e'    | æ   |
| Ê ê      | ɛ   |
| F f      | f   |
| G g      | g   |
| H h      | h   |
| H' h'    | ħ   |
| I i      | ɯ   |
| Î î      | i   |
| J j      | ʒ   |
| K k      | kˈ  |
| K' k'    | kʰ  |
| L l      | l   |
| M m      | m   |
| N n      | n   |
| O o      | o   |
| P p      | p   |
| P' p'    | pʰ  |
| Q q      | q   |
| R r      | ɾ   |
| R' r'    | r   |
| S s      | s   |
| Ş ş      | ʃ   |
| T t      | t   |
| T' t'    | tʰ  |
| U u      | œ   |
| Û û      | u   |
| V v      | v   |
| W w      | w   |
| X x      | χ   |
| X' x'    | ʁ   |
| Y y      | j   |
| Z z      | z   |

| Мови | Це незавершена стаття про мову. Ви можете допомогти проєкту, виправивши або дописавши її. |

| Курдистан | Це незавершена стаття про Курдистан. Ви можете допомогти проєкту, виправивши або дописавши її. |